# روضة خريم
روضة خريم منطقة ذات طبيعة خضراء تبعد عن مدينة الرياض حوالي 100 كلم شمال شرق مدينة الرياض على مقربة من مركز غيلانة في الطرف الجنوبي الغربي من الدهناء، وتتبع إداريا لمحافظة رماح. تتميز روضة خريم بمساحاتها الخضراء الممتدة على مسافات كبيرة ويوجد بها ممرات مائية ويصب بها عدة سيول أهمها شعيب الطوقي، وتمر عبرها مياه اودية عديدة مثل خويش، وثيلان، والثمامة، كما تضم أحواض كبيرة لتخزين مياه الأمطار،كانت الروضة مقر لقضاء الملك عبدالله بن عبدالعزيز آل سعود لفترات إجازته خلال العام،وفي 2018، تحولت بالكامل إلى محمية ملكية وأطلق عليها مسمى «محمية الإمام عبد العزيز بن محمد» تبلغ مساحتها 11,300 كم2، ويرأسها الأمير تركي بن محمد بن فهد بن عبدالعزيز آل سعود.

## الموقع
تبعد روضة خريم عن مدينة الرياض تقريبًا 100 كم، وهي تقع شمال شرق الرياض وتتبع لمحافظة رماحتتميز بإتساعها على الطرف الجنوبي الغربي من صحراء الدهناء، ويبعد طرفها الشمالي عن رماح أقل من 15 كم، بينما طرفها الجنوبي المسور يبعد عن طريق الدمام الرياض حوالي 30 كيلومترا عبر طريق ترابي، وأقرب الطرق المعبدة لها هو طريق رماح - الرياض الذي يتقاطع مع طريق الرياض - الدمام.

## التسمية
فيما تتعدد أسباب التسمية فهناك من يقول إنها سميت بروضة خريم نسبة إلى الشيخ تركي بن مثبت الخريم من شيوخ قبيلة الدواسر، وكان الشيخ تركي من فرسان العرب المعدودين ويرى في نفسه مالا يراه غيره من الشجاعة، وقد اشتهر في زمانه لدى الكثير من القبائل حتى إن من عرف مكانه لا يغير عليه، وكان ينزل حيث يشاء دون أخذ قصرة من أي قبيلة ونزل ذات مره مع فريقه في مكان عرف اليوم بــ (روضة خريم) حيث كان ينزل الشيخ تركي وقد أغار عليه حاكم الرياض وهو الإمام عبد الله بن فيصل آل سعود وقتله، توفى في ذلك المكان الذي عرف بإسمه إلى اليوم، وعندما عاد أخوه عرار وكان ذاهباً في غزو وجد القبيلة وقد ارتحلت ووجد آثار الغارة فقال لرفاقه: والله لاتهج القوم وتركي حي ولكن دعونا نمشي على اثرهم حتى نجده ميتاً فنقبره، وعندما سار على آثار قومه وجدوا الشيخ تركي حيث توقع أخوه عرار فقام بدفنه في هذا المكان الذي عرف بروضة خريم.
وقيل أيضا سميت روضة خريم بهذا الاسم لأنها إذا امتلأت تخرم العريق رميلان إلى المحوى الشرقي. وقيل ثالثًا إنها سميت بهذا الاسم لأنها تخرم العرق إذا زاد عليها السيل وتملأ المحوى الشرقي وسميت بروضة الزيدي على بئر ماء في عالية نجد من وديات سبيع نقلت قبيلة سبيع الغلباء اسمه معهم وسمت به الروضة وأكبر آبار رماح وأهمها الزيدي وقد سمي على الزيدي في وديان سبيع العلوية ونقل الاسم حتى أطلق عليه المثل عند عموم بوادي نجد.
هذا فيما تأتي مقولة أخرى أن تسميتها جاءت من تسمية خريم من نقا خريم الواقع في الطرف الجنوبي الشرقي للروضة، وهي عبارة عن مجموعة من الفياض (التنظم وخريم والخويش) تسمى مجتمعة روضة خريم، وقد يضاف لها مربخ رملان، وهي ذات شكل طولي يميل نحو الشمال الغربي، حيث يبلغ طولها (أي طول الغطاء النباتي) أكثر من 20 كيلومترا بينما يبلغ متوسط عرضها 1.5 كيلو متر، ويصل إلى أكثر من 4 كيلو متر في فيضة الخويش، والجزء الغربي منها يشمل منطقة منخفضة نسبيا تصب وتتجمع فيها مياه أمطار المناطق المجاورة المرتفعة، والسيول الواردة من وادي الغيلانه ووادي الخويش ووادي وثيلان، بينما تحيط الكثبان الرملية بالجزء الشرقي منها.

## الطبيعة الجغرافية
تغطّي المساحات الخضراء مسافات كبيرة جداً من الرَّوضة، وتتواجد في الرّوضة الكثير من سيول الماء مثل: الثمامة، وثيلان، وخويش، وتعتبر الرّوضة محميّةً طبيعيّة، حيث تكثر فيها الكثير من الأشجار المعمّرة والنّادرة وكذلك الحيوانات البرية، ولذلك تقسم الرّوضة إلى ثلاثة أقسام:
- القسم الأوَّل: وهو المخصّص لدخول الزوار إلى روضة خريم، وما يُميز هذا القسم بأنّ دخول السيارات إلى أرض هذه الرّوضة ممنوعاً، أي يتمّ اصطفاف السّيارات خارجاً، ويتم دخول الزّوار سيراً على الأقدام، وذلك للمحافظة على الغطاء النّباتي والاستمتاع بالمناظر الطّبيعية.
- القسم الثاني: وهو عبارة عن محميّة طبيعيّة، تقدّر مسافة المحمية بتسعة كيلومترات، ويوجد في هذه المحميّة عدد من الحيوانات، ويستطيع الزّائر أن يراها مثل: الرّيم العربي، والغزلان، وكذلك طيور الحبارى والنّعام، والخيول العربية الأصيلة، ومن النّباتات المحميّة هي: الّسدر، والأرطى، والطلح، والعشر، والعوسج، والشّيح، والقيصوم، والحوذان، والرّبلة، وغيرها من الأنواع الأخرى التي يتراوح عددها حوالي مائة وعشرين نوعاً من النّباتات.
- القسم الثالث: وهو القسم الأخير المخصّص لملوك وأمراء السُّعودية، كما إنّ روضة خريم هي إحد روضات الملوك، وتعتبر هذه الروضة المكان المفضّل والمُحبب لهم لقضاء أوقات فصل الرّبيع فيها بعيداً عن صخب المدينة.

### التنوع الطبيعي
تضم روضة خريم محمية الصيد الـ 17 في المملكة العربية السعودية التي افتتحها الملك عبد الله بن عبد العزيز صيف عام 2005، وكان حدثًا مهمًا انضمامها إلى منظومة المحميات المعلنة بإشراف الهيئة السعودية للحياة الفطرية وإنمائها لإطلاق الأحياء الفطرية فيها. تزدهر الروضة ربيعًا بالأعشاب وأنواع مشهورة من الزهور يعرفها أهل المنطقة مثل: قيصوم، وسليح، وقرنا، وقريص وصفار وقحويان، وخزامى، وحماض. وتمتاز عن بقية المناطق المجاورة لها بوفرة الغطاء النباتي فيها وكثافته وتنوعه، حيث يقدر عدد أنواع النباتات الفطرية فيها بنحو 132 نوعًا، وتنمو فيها نباتات محمية من أهمها الارطى والسدر والسلم والطلح والعشر والعوسج والثمام والرمث والشبرم والشيح والقيصوم والخبيز والرشاد والقطينة والمكر والنصى والحميض والحنوة والحوى والحوذان والربلة، وهي في أجزاء منها مسيجة ومحمية من الرعي على مدار العام، وهي منطقة خاضعة لمشروع صيانة أشجار روضة خريم تحت إشراف وزارة البيئة والمياه والزراعة ومنطقة أخرى غير مسيجة تسمح فقط بدخول الحيوانات للرعي موسميًا.

## ذكرها في التاريخ
وتاريخيًا ذكرت «روضة خريم» في قصائد شعراء مشهورين منهم جرير بن عطية الخطفي التميمي في قصيدته التي يمدح فيها عبد الملك بن مروان عندما ألحت عليه زوجته أم حزرة بضرورة زيارة الخليفة ومدحه وأخذ عطاياه فأشار الشاعر إلى رماح قائلاً:
يكلفني فؤادي من هواه ظعائن يجتزعن على رماح
ظعائن لم يدن مع النصارى ولم يأكلن من سمك القراح
ويشار أيضا إلى أنها كانت تسمى في صدر الإسلام وإلى منتصف القرن الثامن تقريبا بذات الرئال أي: (فراخ النعام) ثم سميت بعد ذلك بروضة الزيدي.

## الدور السياسي
اكتسبت روضة خريم أهميتها كمقر للإستجمام يقصده خادم الحرمين الشريفين الملك عبد الله بن عبد العزيز كل عام وشهدت لقاءات هامة لرؤساء وزعماء ومسؤولين عالميين، إذ استقبل الملك عبد الله بن عبد العزيز فيها عددًا من الرؤوساء والقيادات ابرزهم الرئيس الأميركي جورج بوش الأب والرئيس بيل كلينتون والرئيس جورج بوش الإبن، والملك تشارلز الثالث ملك المملكة المتحدة لبريطانيا العظمى وإيرلندا الشمالية عندما كان أميرًا لويلز، والرئيس السوداني عمر البشير والرئيس التركي رجب طيب أردوغان وبيل غيتس مالك شركة مايكروسوفت والعديد من الشخصيات الهامة والمؤثرة.